# Stephen Arigbabu
Stephen Olumide Arigbabu (Hannover, 15 febbraio 1972) è un ex cestista e allenatore di pallacanestro tedesco.
Alto 206 cm, ha ricoperto il ruolo di centro.

## Carriera
In carriera ha giocato anche con SG Braunschweig, SSV Ulm 1846 e ALBA Berlino (in Germania), Papagou, Panionios Atene e AO Dafni (in Grecia), RheinEnergie Köln e Mitteldeutscher (in Germania), e anche in Italia, nel Roseto Basket.
Nel 2007 è stato convocato per disputare gli Europei in Spagna con la maglia della Germania.

## Palmarès
- Campionato tedesco: 2

Alba Berlino: 1996-97, 1997-98
- Coppa di Germania: 3

ratiopharm Ulm: 1996
Alba Berlino: 1997, 2006
- FIBA Europe Cup: 1

Mitteldeutscher: 2003-04